# Lao Ling (ås)
Lao Ling är en ås i Kina. Den ligger i provinsen Jilin, i den nordöstra delen av landet, omkring 300 kilometer söder om provinshuvudstaden Changchun.
Genomsnittlig årsnederbörd är 1 213 millimeter. Den regnigaste månaden är juli, med i genomsnitt 406 mm nederbörd, och den torraste är januari, med 11 mm nederbörd.